# Robert Abplanalp
Robert Henry (Bob) Abplanalp (New York, 4 april 1922 – Bronxville, 30 augustus 2003) was een Amerikaans uitvinder, die het eerste betrouwbare en in massa te produceren ventiel voor spuitbussen uitvond.

## Biografie
Abplanalp werd geboren in de New Yorkse wijk de Bronx als zoon van Zwitserse immigranten. Hij volgde middelbaar onderwijs aan de Fordham Preparatory School, een private Jezuïetenschool voor jongens. Na zijn diplomering in 1939 ging hij werktuigbouwkunde studeren aan de Villanova University in Radnor Township, ten noordwestelijk van Philadelphia (Pennsylvania). Hij opende tevens zijn eigen machinewerkplaats voordat hij in 1943 werd opgeroepen voor militaire dienst.
Na de oorlog keerde Abplanalp terug naar zijn machinewerkplaats waar hij in 1949 de eerste werkende spuitbusventiel uitvond en patenteerde. Deze was niet alleen beter dan bestaande ventielen, maar ook goedkoop in grote massa te produceren. In tegenstelling tot eerdere ventielen die vaak drijfgas lekten waardoor de spuitbus zijn werking verloor, ontwierp Anplanalp een ventiel die door een veer werd dichtgedrukt en bediend kon worden door een drukknop boven op de spuitbus. Datzelfde jaar richtte hij het bedrijf "Precision Valve Corporation" op voor de productie van het nieuwe ventiel. Een jaar later had bedrijf al 15 miljoen stuks ventielen verkocht.
In 1956 huwde hij Josephine Sloboda – ze kregen twee kinderen, John en Marie. Robert en zijn vrouw doneerden veel hun inkomsten aan goede doelen van de Rooms-Katholieke Kerk. Ter erkenning werden ze in 1971 opgenomen in twee liefdadigheidsorders: de "Orde van Malta" en de "Orde van het Heilig Graf". In zijn later leven werd hij lid van de Republikeinse Partij en ondersteunde hij – financieel – vele van diens conservatieve idealen. Tevens was hij een naaste vriend en medestander van de Amerikaanse president Richard Nixon en diens familie.
In 1998 werd Alplanalp opgevolgd door zijn zoon als directeur van "Precision Valve Corporation". Hij overleed vijf jaar later, op 81-jarige leeftijd, aan longkanker. Ten tijde van zijn overlijden had meer dan 300 spuitbus gerelateerde patenten op zijn naam staan.
- Library of Congress Control Number: no2015018513
- Virtual International Authority File: 315084931